# Павловния продолговатая
Павло́вния продолговатая, или Павло́вния удлинённая (лат. Paulównia elongata) — вид растений рода Павловния (Paulownia) семейства Павловниевые (Paulowniaceae).

## Описание
Дерево высотой более 10 м. Крона ширококоническая. Молодые ветви коричневые с выпуклыми чечевичками.
Листья яйцевидно-сердцевидные, длиннее или слегка длиннее своей ширины, сверху голые, снизу плотно покрытые волосками, цельные или слегка лопастные. Верхушка листовой пластинки заострённая.
Соцветия метельчатые до 30 см длиной. Венчик воронковидно-колокольчатый, длиной 7—9,5 см и 4-5 см в диаметре, состоит из 5 лепестков фиолетового или бледно-розового цвета.
Плод — яйцевидная коробочка.

## Распространение
Произрастает и культивируется в провинциях Китая: Аньхой, Хубэй, Хэбэй, Хэнань, Цзянсу, Шаньдун, Шаньси и Шэньси. Точный естественный ареал неизвестен из-за обширного культивирования в тех же местах.